# Николај Берђајев
Николај Александрович Берђајев (рус. Николай Александрович Бердяев; Кијев, 18. март 1874 — Кламар, 24. март 1948) био је руски религијски и политички филозоф, представник егзистенцијализма.

## Биографија
Рођен је у Кијеву у аристократској породици. Мајка му је била полуфранцускиња, а отац Рус. Похађао је војну школу, из које је избачен због недовољне оцене из веронауке. Вероучитељ вероватно није могао да претпостави да ће Николај Александрович постати изузетно значајан религиозни мислилац, кога у црквеним круговима називају пророком, доктор теологије и лауреат за Нобелову награду. Са свега четрнаест година чита Хегела, Канта и Шопенхауера. Од раног детињства говори француски (језик који су користили у кући) и немачки.
Одлучује да се посвети интелектуалној каријери и 1894. године се уписује на Кијевски универзитет. Тамо постаје марксист и после хапшења на студентским демонстрацијама, четири године касније, избачен је са универзитета. И после тога наставља са активностима усмереним против власти и бива осуђен на прогонство у унутрашњост у трајању од три године.
Године 1904. се жени са Лидијом Трушеф, својом животном сапутницом, и пар се сели у Петроград, престоницу и тадашњи центар интелектуалне и револуционарне активности.
Два пута је за време царске Русије боравио у затвору и привремено прогнан у унутрашњост Русије, и два пута за време бољшевизма. Једном приликом је недељу дана провео у затвору Чеке да би га на крају испитивао сам Ђержински, начелник ЧЕКА-е.

### Протеривање из Русије
Године 1922. Берђајев је протеран са женом Лидијом и њеном сестром Јевгенијом Рап из Русије заједно са многим писцима и филозофима. Неко време борави у Берлину, а затим у Паризу и на југу Француске.
Крајем септембра месеца 1945. године, Лидија умире услед парализе мускулатуре грла која је била праћена отежаним говором и узимањем хране. Берђајев остаје да живи са својим најбољим пријатељем, Лидијином сестром, Јевгенијом Рап. Универзитет у Кембриџу му 1947. године додељује докторат теологије honoris causa.
Умро је за својим писаћим столом у марту 1948. у Кламару у близини Париза.

## Филозофија
У средиште своје филозофије је ставио слободу, за коју је сматрао да постоји ван Бога (под утицајем немачких мистичара, у првоме реду Јакоба Бемеа). Сматрао је да је човек позван да ствара заједно са Богом и да је овај живот у ствари осми дан стварања на који је човек позван. Верује да се човек може оправдати стваралаштвом. Специфичан је и његов однос према идеји пакла, за који сматра да не постоји, али у својој филозофској аутобиографији исповеда да се сваког дана са сузама моли за све оне који се муче у пакленим мукама. Прихвата Фјодоровљево условно тумачење апокалипсе, по коме је само пут зла предодређен, док је Божији пут, пут слободе и стваралаштва.
У Петрограду је основао Религиозно филозофско друштво. Под разним утицајима ствара сопствени филозофски систем као својеврсни егзистенцијализам. Сматра императивним враћање цркви и хришћанству, односно хришћанском свету као уточишту законитости и морала и цивилизације на разуму засноване. Дух човека који је створио технику није у стању завладати њоме, мењајући притом органско-ирационално с организационо-рационалним. Машина мења човечји рад и то треба да уништи ропство и сиромаштво човека, али машина се не покорава ономе што је од ње тражено, већ машина намеће нова, своја правила. Злоупотреби машине није кумовала машина, већ баш човек. Машина може бити моћно средство победе над природом ако је човек слободног духа.

## Дела
| - Духовна криза интилигенције (1910) - Философија слободе (1911) - Алексеј Степанович Хомјаков (1912) - Душа Русије (1915) - Смисао стваралаштва (1916) - Национализам и империјализам (1917) - Национализам и месијанизам (1917) - Криза искуства (1918) - Судбина Русије (1918) - Миросозерцаније Достојевског (1923) - Смисао историје (1923) - Ново средњовековље (1924) - Константин Леонтијев (1926) - Философија слободнога духа. Проблематика и апологија хришћанства (1928) - О достојности хришћанства и недостојности хришћана (1928) - Марксизам и религија (1929) - О самоубиству (1931) - Руска религиозна психологија и комунистички атеизам (1931) - Хришћанство и класна борба (1931) | - О човековом позвању. Опит из парадоксалне етике (1931) - Хришћанство и активност човека (1933) - Судбина човека у савременом свету (1934) - Ја и свет објеката. Оглед о усамљености и дружењу (1934) - Дух и реалност. Основе богочовечанске духовности (1937) - Хришћанство и антисемитизам. Религиозна судбина јеврејства (1938) - О ропству и слободи човековој. Оглед персоналистичке философије (1939) - Руска идеја. Основни проблеми руске мисли IXX и почетка XX века (1946) - Опит есхатолошке метафизике (стваралаштво и објективизација) (1947) - Самоспознаја (1949) - Царство духа и царство ћесара (1949) - Егзистенцијална дијалектика Божанског и људског (1952) - Извор и смисао руског комунизма (1955) - Истина и откровење (1996) - Философија неједнакости - Јакоб Беме - Нова религијска свест и друштвена стварност - Дух и слобода - Субјективизам и индивидуализам у друштвеној философији |

## Галерија
- Берђајев 1912. године
- Берђајев 1920—их година